# Autotrolej
KD Autotrolej d.o.o. javni je gradski i prigradski prijevoznik putnika na području Grada Rijeke i uže okolice (tzv. riječkog prstena).  
Početak Autotroleja smatra se 7. studenoga 1899. kada je, uvođenjem električnog tramvaja, utemeljeno i poduzeće čija je djelatnost javni gradski prijevoz putnika, iako su prve organizirane linije Rijekom prolazile još od 1874. godine. Autotrolej je u svojoj povijesti prijevoz vršio raznim vrstama vozila; konjskim tramvajskim zapregama, električnim tramvajima, trolejbusima i raznim vrstama autobusa. Danas se promet odvija isključivo klasičnim, zglobnim i mini autobusima različitih proizvođača i izrade.  
Od 11. travnja 2009. u funkciji je prošireni putnički terminal "Delta", te sve prigradske linije (osim linije 32) polaze s tog terminala. Od ljeta 2009. Autotrolej uvodi eksperimentalne noćne linije tijekom ljeta. Iste od 2010.godine postaju cijelogodišnje noćne linije. Od 1. travnja 2010. gradske linije su reorganizirane, te prometuju novim trasama.
Promet se odvija na 51 linije sa 180 autobusa povezujući 12 gradova i općina u okolici s Rijekom, uz iznimku linija koje povezuju manja mjesta zapadnog rubnog dijela Primorsko-goranske županije s Opatijom gdje Autotrolej ima vlastiti terminal, odnosno autobusni kolodvor. Godišnje se preveze oko 45 000 000 putnika i ostvari preko 10 000 000 kilometara.

## Linije Autotroleja

### Gradske linije
Gradski (lokalni) prijevoz na području Grada Rijeke obavlja se na 17 linija. Linije obuhvaćaju cjelokupno gradsko područje.
| Broj | Smjer vožnje |
| ---- | --- |
| 1    | Pećine - centar - Bivio |
| 1A   | Jelačićev trg – Marčeljeva Draga |
| 1B   | Jelačićev trg – Strmica |
| 2    | Trsat – centar – Srdoči |
| 2A   | Delta – Ivana Zavidića |
| 3    | Delta – Grbci (subotom, nedjeljom i praznikom prometuje na relaciji: Delta – Pomerio – Bezjaki – Grbci – Pomerio – Delta)                   |
| 3A   | Jelačićev trg – Bezjaki (Polasci s Delte u 13:10 i 16:30 i polasci s Bezjaka 07:10 i 12:05 prometuju na Relaciji Delta-Zamet Škola-Bezjaki) |
| 4    | Fiumara – Kozala – Brašćine |
| 4A   | Sveta Katarina – Vrh Pulca |
| 5    | Jelačićev trg – Škurinje – Drenova |
| 5A   | Osječka Crkva – Petrci – Drenova |
| 5B   | O.Š. F. Franković – Drenova – Petrci. |
| 6    | Podvežica – centar – Krnjevo NN |
| 7    | Gornja Vežica – centar – Pehlin (Turkovo)                                                                                                   |
| 7A   | Sveti križ – centar – Hosti |
| 8    | Kampus – Trsat – Torpedo |
| 13   | Delta – Pašac – Grohovo |
| KBC  | KBC Rijeka – Fiumara – Kampus (Linija trenutno ne prometuje )                                                                               |

### Gradske noćne linije
Gradski noćni prijevoz obavlja se na 2 linije. Linije obuhvaćaju gradsko područje Grada Rijeke i Kastava, a mreža je uređena prema osnovnim pravcima protezanja gradskih prometnica.
| Broj | Smjer vožnje            |
| ---- | ----------------------- |
| 102* | Vežica – Kastav         |
| 103  | Jelačićev trg – Drenova |

* Smjer vožnje: Vežica (Z. Kučića) – Kumičićeva – Fiumara – Krešimirova – N. Tesle – Vukovarska – A. Barca – Vidovićeva – Lozičina – Zametska – Srdoči – Zametska – Nova cesta – Čandekova – N. Tesle – Krešimirova – Fiumara – Kumičićeva – Kvaternikova – Z. Kučića
Stajalište noćne linije 102 uspostavlja se u Ulici A. Barca (kućni br. 3).
NOĆNE LINIJE TRENUTNO NE PROMETUJU

### Prigradske linije
Županijski (prigradski) prijevoz obavlja se na 33 linije, te povezuje 12 općina i gradova sa županijskim središtem
| Broj   | Smjer vožnje                                                     |                                                   |
| ------ | ---------------------------------------------------------------- | ------------------------------------------------- |
| 10     | Rijeka – Sv. Lucija – Šoići                                      |                                                   |
| 10A    | Rijeka – Žurkovo – Paveki – Šoići                                |                                                   |
| 11     | Rijeka – Lokva – Saršoni – Garići – Vožišće                      | Viškovo – Saršoni – Marčelji – Brnčići – Viškovo* |
| 12     | Rijeka – Podhum – Dražice                                        |                                                   |
| 14     | Rijeka – Čavle – NN Mavrinci – Podola                            |                                                   |
| 15     | Čavle – Grad Grobnik – Mikeji                                    | Čavle – Soboli – Zastenice – Škaroni              |
| 17     | Bezjaki – Marinići – Jugi – Milohni – Viškovo – Petrci –Turkovo  | Delta – Bezjaki                                   |
| 18     | Rijeka – Spinčići – Trinajstići – Kastav – Brnčići               |                                                   |
| 18B    | Rijeka – Rešetari – Kastav                                       |                                                   |
| 18C    | Kastav – Spinčići – Rubeši – Rešetari – Kastav                   |                                                   |
| 19     | Rijeka – Pehlin – Viškovo – Studena – Klana – Lisac              |                                                   |
| 20     | Rijeka – Pehlin – Viškovo – Studena – Klana – Lisac              |                                                   |
| 21     | Rijeka – Pehlin – Viškovo – Brnčići – Kudeji                     |                                                   |
| 22     | Rijeka – Matulji – Permani – Škalnica – Klana – Lisac            |                                                   |
| 23     | Rijeka – Matulji – Permani – Brgud – Zvoneća – Mune              |                                                   |
| 25     | Rijeka – Draga – Škrljevo – Kukuljanovo – Podola – Radna Zona 27 |                                                   |
| 26     | Rijeka – Krasica – Hreljin                                       |                                                   |
| 27     | Rijeka – Bakar – Hreljin                                         |                                                   |
| 29/29A | Rijeka – D404 – (Bakar) – Kraljevica – Oštro – Ožlak – Tribalj   |                                                   |
| 30     | Rijeka – Matulji – Permani – Rupa – Lipa – Pasjak                |                                                   |
| 34     | Opatija – Volosko – Matulji – Rukavac – Veprinac – Učka          |                                                   |
| 35     | Volosko – Opatija – Poljane – Veprinac                           |                                                   |
| 36     | Lovran – Dobreć – Liganj – Lovranska Draga                       |                                                   |
| 37     | Opatija – Pobri – Matulji – Kastav                               |                                                   |

*linija 11 (Viškovo – Saršoni – Marčelji – Brnčići – Viškovo) je školski autobus kao i linije 20A i 20B ali postoji mogućnost prijevoza za svih.

#### Opatija – terminal Slatina i Lovran
| Broj | Smjer vožnje                                                                         |
| ---- | ------------------------------------------------------------------------------------ |
| 32A  | Lovran – Medveja – Mošćenička Draga – Mošćenice – Brseč – Zagore                     |
| 35   | Volosko – Opatija – Poljane – Veprinac                                               |
| 34   | Opatija – Volosko – Matulji – Rukavac – Veprinac – Učka                              |
| 34A* | Veprinac – Bregi – Mihotići – Matulji – Rijeka Rijeka – Matulji – Rukavac – Veprinac |
| 36   | Lovran – Dobreć – Lovranska Draga                                                    |
| 37   | Opatija – Matulji – Kastav – Spinčići                                                |

* linija 34A na rasporedu prometuje samo u vrijeme škole i označena je zelenom bojom (u smjeru Veprinac – Rijeka autobus ne prolazi kroz Rukavac)

## Turistički autobus
Autobus MAN Lion's City DD prvi je turistički dvokatni autobus takve vrste u Hrvatskoj kojega je prepoznatljivim stilom i motivima Rijeke oslikao Vjekoslav Vojo Radoičić. Autobus je javnosti predstavljen 5. lipnja 2007. na riječkom Korzu. Pokretanje tog projekta, po uzoru na svjetske metropole poput Londona, Barcelone ili Valencije, uklapa se u stvaranje slike Rijeke, ne samo kao industrijskog i poslovnog, već i turističkog središta. Ostvarenje turističke ponude Grada zajednički su osmislili i financirali s 2,9 milijuna kuna Grad Rijeka, Autotrolej i Turistička zajednica grada Rijeke.
Autobus prometuje sve dane u tjednu, uključujući i blagdane, ali samo za vrijeme turističke sezone.
U ponudi su karte koje vrijede 24, 48 i 72 sata po cijeni od 50, 80 i 100 kuna za odrasle, te po cijeni od 35, 55 i 75 kuna za djecu u dobi od 7 do 15 godina.
Karte vrijede od trenutka poništavanja u autobusu i mogu se koristiti na svim linijama KD Autotrolej i unutar svih zona. Karte se mogu kupiti u samom Turističkom autobusu, na svim prodajnim mjestima KD Autotrolej, te na štandu u Opatiji (Slatina).
Autobus vozi po načelu HOP ON – HOP OFF, što se odnosi na kratka zaustavljanja na autobusnim stajalištima.
Karte se mogu kupiti u Turističkom informativnom centru u Rijeci i Opatiji, u mnogobrojnim opatijskim i riječkim hotelima te turističkim agencijama, ali i kod pratitelja pri samom ulasku u autobus. Autobus raspolaže sa 79 sjedećih mjesta, od čega su 2 mjesta rezervirana za invalidne osobe. Priče o prošlosti i sadašnjosti Rijeke i Opatije mogu se poslušati na osam jezika: hrvatskom, talijanskom, njemačkom, engleskom, francuskom, ruskom, španjolskom i mađarskom jeziku.

### Prvi plinski autobusi SPP i CNG
Prva vozila na SPP riječkim su ulicama počela prometovati 11. svibnja 2013. godine kada je promet pušteno 10 pojedinačnih vozila i 2 minubusa dok je naknadno stiglo još 8 minubusa. Riječ je o investiciji vrijednoj 25 milijuna kuna, koje je KD Autotrolej osiguralo kreditnim zaduženjem kod Erste bank, a u suradnji s HBOR-om s obzirom na to da je ovaj projekt uvršten u Programa kreditiranja projekata zaštite okoliša, energetske učinkovitosti i obnovljivih izvora energije.
U siječnju 2014. godine, u promet je pušteno i 10 vozila koja kao pogonsko gorivo koriste smjesu dizela i UNP-a marke Irisbis IVECO. Zahvaljujući ugradnji ovog uređaja očekuje se ušteda na trošku goriva i  smanjenje vrijednosti elemenata ispušnih plinova do 35 %. Uvođenjem u promet  10 pregrađenih vozila na pogon smjesom dizel/UNP na godišnjoj razini smanjit će se emisija CO2 za  51,57 t/godišnje.
U veljači 2014. godine, u promet su puštena i vozila, ukupno 5 – 4 pojedinačnih autobusa i 1 minibus, opremljenih motorima po posljednjim standardima i direktivama Europske unije – motorima Euro 5/EEV (enhanced environmentally friendly vehicles – poboljšana ekološki prihvatljiva vozila).
Sredstva za nabavu tih autobusa i minibusa osigurana su kreditnim zaduženjem u iznosu od 5.025.000,00 kuna. Kreditna sredstva osigurana su iz Programa kreditiranja projekata zaštite okoliša, energetske učinkovitosti i obnovljivih izvora Hrvatske banke za obnovu i razvitak (HBOR).
Potom je u 2015. godini nabavljeno je još 9 autobusa pogonom na stlačeni prirodni plin (5 pojedinačnih kao i 4 zglobnih vozila), vrijednih ukupno 23.300.200,00 kuna, s tim da je tom prilikom od strane Fonda osigurano 7.456.064 kuna bespovratnih sredstava.
U travnju 2017. godine u promet je pušteno 10 novih autobusa na SPP. Nabavom tih 10 autobusa, Autotrolej raspolaže s ukupno 40 vozila pogonjenih stlačenim prirodnim plinom. Nova vozila dodatno će podignuti standard javnog gradskog prijevoza, a u promet se po prvi puta uvode i midi vozila koja će zadovoljiti potrebe za prijevozom na tzv. manjim gradskim linijama. Tzv. solo i midi vozila marke su Iveco Urbanway, dok su zglobna vozila marke MAN Lion’s City G. Te se nalaze po prvi puta u voznom parku KD Autotroleja. Sva vozila su opremljena Euro 6 motorima, niskopodni su i opremljeni klima uređajima.

### Dizel autobusi
U Veljači 2021. u promet je pušteno 7 novih MAN Lion's City G autobusa koji kao pogonsko gorivo koriste dizel, autobus je opremljen klima uređajem i najavom stajališta.[nedostaje izvor]
U kratkom periodu Autotrolej će modernizirati vozni park s još 10 mini autobusa marke Otokar, te s 5 prigradskih autobusa marke Iveco Crossway koji koriste dizel kao pogonsko gorivo, te 10 Iveco Crossway Le autobusa gradsko-prigradskih koji koriste kao pogonsko gorivo stlačeni plin, time će tvrtka Autotrolej poboljšati svoj vozni park, svih preostalih 25 vozila imaju klimu i najavu stajališta.[nedostaje izvor]

### Stajališta turističkoga autobusa
| Stajališta turističkog autobusa           |
| ----------------------------------------- |
| Rijeka – Trsat (ispred Dvorane Mladosti)* |
| Rijeka – Tower Centar Rijeka              |
| Rijeka – Jelačićev trg                    |
| Rijeka – Jadranski trg                    |
| Opatija – Slatina                         |
| Rijeka – HNK Ivana pl. Zajca              |

* Ponuđena je mogućnost posjeta Trsatskoj gradini (pauza od pola sata).

## Putne karte
Pod pojedinačnim kartama se podrazumijevaju karte za jedno poništavanje, dva poništavanja, dnevna karta (za prvu zonu Grada Rijeke i cijelo tarifno područje (1. – 4. zone) te tjedna karta (za prvu zonu Grada Rijeke i cijelo tarifno područje (1. – 4. zone).
Karta za jedno poništavanje kupljena kod vozača prodaje vozač u autobusu, a koriste se za putovanje na području jedne, dvije, tri ili četiri tarifne zone. Putnik kupuje kartu za broj zona koliko ih vožnjom želi prijeći. Putnik s poništenom pojedinačnom kartom ima pravo prelaziti više puta s linije na liniju putujući od ishodišta do odredišta, uz uvjet da ne prekorači vremensko ograničenje i to za jednu zonu 60 minuta, dvije zone 70 minuta, tri zone 90 minuta i četiri zone 130 minuta. Karta se izdaje u obliku računa.
Karta za jedno poništavanje kupljena Gradskom karticom se kupuju na validatoru putem Gradske kartice, a koriste se za putovanje na području jedne, dvije, tri ili četiri tarifne zone. Putnik kupuje kartu za broj zona koliko ih vožnjom želi prijeći. Putnik s poništenom pojedinačnom kartom ima pravo prelaziti više puta s linije na liniju putujući od ishodišta do odredišta, uz uvjet da ne prekorači vremensko ograničenje i to za jednu zonu 60 minuta, dvije zone 70 minuta, tri zone 90 minuta i četiri zone 130 minuta.
Karta za dva poništavanja se prodaju na prodajnim mjestima KD Autotrolej, te na drugim prodajnim mjestima s kojima je KD Autotrolej sklopio ugovor o prodaji (novinski kiosci i sl.). Pravo korištenja te karte istovjetno je kao i za karte za jedno poništavanje.
Za područje prve tarifne zone Grada Rijeke (zona 1.) ili cijelo tarifno područje (zone 1. – 4.). Putnik je dužan pri prvom ulasku u autobus poništiti putnu kartu u automatu ili kod vozača. Jednom poništena karta vrijedi za neograničen broj putovanja, toga dana, na svim linijama unutar prve tarifne zone Grada Rijeke odnosno na cijelom tarifnom području, bez obzira na smjer putovanja. Karte su prenosive i tijekom dana ih može koristiti više osoba.
Za područje prve tarifne zone Grada Rijeke (zona 1.) ili cijelo tarifno područje (zone 1. – 4.). Glasi na ime i prezime putnika, a vrijedi za neograničeni broj putovanja 7 kalendarskih dana u nizu, a datumsko važenje je upisano na karti.

## Smartica
Smartica je aplikacija za kupnju, aktivaciju i validaciju digitalnih prijevoznih karata koju je Vipnet razvio u partnerstvu s tvrtkom Trilix. Zahvaljujući suradnji s KD Autotrolej d.o.o. omogućeno je njeno korištenje za usluge gradskog prijevoza u Rijeci.
Aplikacija se može besplatno preuzeti u Apple Store i Google Play trgovini, a mogu ju koristiti korisnici svih telekom operatora. Kupnja karata putem aplikacije je vrlo jednostavna – potrebno je odabrati zonu i vrstu digitalne putne karte te izdanu kartu validirati u vozilu. Potvrda o plaćanju dolazi u obliku SMS poruke sa svim podacima o naplaćenom iznosu, dok izdana digitalna putna karta ostaje pohranjena unutar mobilne aplikacije. Tako je u svakom trenutku moguće kartu pokazati kontrolorima. Osim toga, aplikacija na vrijeme obavještava korisnike o isteku valjanosti karte.

## Vlasništvo
Kao komunalno društvo, Autotrolej je u vlasništvu jedinica lokalne samouprave na kojima djeluje. Trenutni odnos vlasništva je:
- Grad Rijeka 82.81 %,
- Općina Čavle 3.25 %,
- Grad Bakar 2.73 %,
- Općina Kostrena 2.65 %,
- Općina Viškovo 2.25 %,
- Općina Jelenje 1.89 %,
- Grad Kastav 1.67 %,
- Općina Klana 1.28 %
- Grad Kraljevica 0.84 %.
- Općina Matulji 0,75 %

## Vanjske poveznice
- KD Autotrolej d.o.o.
- Autotrolej d. o. o. Hrvatska tehnička enciklopedija, portal hrvatske tehničke baštine. LZMK

- Rijeka City Card
- Redomat (Autotrolej)
- KD Autotrolej - omogućuje uživo praćenje stanja u prometu.